# Boļeslavs Maikovskis
Boļeslavs Maikovskis (in lettone Boļeslavs Maikovskis; Parrocchia di Stirniena, 21 gennaio 1904 – Münster, 19 aprile 1996) è stato un militare lettone, collaborazionista nazista e capo della polizia del secondo distretto di Rēzekne durante l'occupazione tedesca della Lettonia nella seconda guerra mondiale.

## Biografia
Nel dopoguerra Maikovskis si trasferì in Austria per poi raggiungere gli Stati Uniti nel 1951. Nel 1972 partecipò in un Comitato per la rielezione del Presidente durante la campagna elettorale di Richard M. Nixon.
Nella sua domanda di visto per gli Stati Uniti, Maikovskis fornì false dichiarazioni in merito al coinvolgimento nelle persecuzioni di altre persone durante la seconda guerra mondiale. Tale quesito fu rimosso dal formulario l'anno successivo all'emigrazione di Maikovskis negli Stati Uniti. Qui visse per 36 anni a Mineola, dove fu attivo nelle organizzazioni lettoni e lavorò come falegname fino al pensionamento.
Nel 1965 fu condannato a morte in contumacia in Lettonia (allora Unione Sovietica). I suoi crimini furono dettagliatamente descritti nel programma domenicale 60 Minutes alla fine degli anni settanta. In precedenza Maikovskis era stato citato nel libro di Howard Blum Wanted: The Search for Nazis in America. L'editore della prima edizione del 1977, Fawcett Publications, era un affiliato della CBS News.
L'Unione Sovietica ne chiese l'estradizione, ma gli Stati Uniti rifiutarono. Ciò nonostante, l'Immigration and Naturalization Service avviò un'indagine le cui udienze, azioni giudiziarie e appelli durarono per oltre 20 anni. Durante questo periodo Maikovskis divenne il bersaglio di vigilantes antinazisti. Nell'agosto del 1978 fu ferito da un colpo di proiettile al ginocchio destro nella sua abitazione, nel 1979 un uomo accoltellò una persona scambiandola per Maikovskis, mentre nel settembre del 1981 l'abitazione di Maikovskis fu oggetto di un attentato della Jewish Defense League.
Maikovskis fuggì dagli Stati Uniti nel 1987, dopo che la sua deportazione in Unione Sovietica diventò una prospettiva concreta. Si stabilì in Germania Ovest dopo aver segretamente convinto un funzionario diplomatico a rilasciargli un visto. Nell'ottobre 1988 fu arrestato come sospetto criminale di guerra e detenuto in un ospedale-prigione fino all'autunno del 1992.
Parallelamente fu perseguito anche dal sistema giudiziario tedesco, ma il caso fu archiviato per motivi di salute nel 1994. Morì a Münster nel 1996, all'età di 92 anni, per un attacco di cuore.